# Dodes'ka-den
Dodes'ka-den (どですかでん, Dodesukaden) és una pel·lícula japonesa de 1970 dirigida per Akira Kurosawa. Està basada en una novel·la de Shūgorō Yamamoto. Fou la primera pel·lícula de Kurosawa realitzada en color. La pel·lícula va guanyar el Grand Prix de la "Union de la critique de cinéma" (UCC) (Associació belga de crítics de pel·lícules).

## Títol
El títol de pel·lícula, "Dodeska-den", és una "paraula" que fa servir el protagonista per a imitar el so del seu tramvia imaginari quan es mou. No és una paraula onomatopeica real en el vocabulari japonès, però va ser inventada per l'autor Shūgorō Yamamoto a Kisetsu no nai machi (季節のない街) ("Una ciutat sense estacions"), la història original en la que la pel·lícula està basada. En japonès estàndard, aquest so seria descrit com a gatan goton, equivalent a "clickity-clack" en anglès.

## Argument
La pel·lícula és una antologia tot solapant vinyetes i explorant les vides d'una varietat de personatges que resideixen en una barriada pobre a prop d'un abocador d'escombraries. El primer en aparèixer és un noi, Roku-chan, que viu en un món de fantasia en el que ell és un conductor de tramvia. En el seu món de fantasia, ell és el tramvia i el conductor alhora, i segueix una ruta amb un horari a través de l'abocador, recitant contínuament les paraules "Dodeska-den", imitant el so del seu vehicle. La seva dedicació a la fantasia és obsessiva. Roku-chan és anomenat "el ximplet del tram" (densha baka) pels veïns i pels nens que l'observen. La seva mare està preocupada perquè Roku-chan és un discapacitat intel·lectual (Roku-chan obté aquesta etiqueta en diversos escrits cinematogràfiques.)
Ryotaro, un fabricant de raspalls per al cabell, dedica l'atenció a uns quants infants que la seva infidel dona, Misao, ha concebut amb diversos amants [més baix-alfa 3], i ho fa de tot cor. També hi ha un parell de treballadors borratxos (Masuda i Kawaguchi) que practiquen l'intercanvi de parelles i tornen amb les seves dones l'endemà, com si res. Un home estoic, ombrívol, anomenat Hei, és freqüentat per Ochō, que sembla la seva ex-dona, i que no s'emociona quan fa les tasques domèstiques. En contrast, trobem Shima-san; És un home amb un tic, que sempre defensa la seva dona, una persona desagradable, i s'enfada quan els amics la critiquen. Un captaire i el seu fill viuen en un cotxe abandonat, un Citroën 2CV. Mentre el pare està preocupat pels somnis de posseir una casa magnífica, el noi mor tràgicament d'una intoxicació alimentària. Una noia (Katsuko) és violada pel seu oncle alcohòlic i queda embarassada; en un estat d'irracionalitat fa pujar un noi a la botiga de licors el qual li transmet tendresa, perquè no té una altra manera de superar la seva confusió emocional. Quan el seu oncle és investigat com a sospitós per aquest acte injuriós, decideix recollir les seves escasses pertinences i fugir de la ciutat just abans que el puguin enxampar. Tamba-san l'orfebre, és una persona sàvia, que desarma a un jove que fa servir una katana i permet als lladres que li robin els seus diners.
Després d'explorar la vida i les angoixes que envolten a moltes de les famílies d'aquesta comunitat indigent, juntament amb els somnis d'escapada que molts d'ells tenen per mantenir de manera superficial la tranquil·litat, la pel·lícula, d'estructura circular, retorna a Roku-chan. All final de pel·lícula, es veu Roku-chan preparant-se per marxar amb el seu tramvia imaginari i fer un servei a la seva comunitat de passatgers, tan bé com pugui.

## Repartiment
- Yoshitaka Zushi, com a Roku-chan
- Kin Sugai, com a Okuni
- Toshiyuki Tonomura, com a Taro Sawagami
- Shinsuke Minami, com a Ryotaro Sawagami
- Yuko Kusunoki, com a Misao Sawagami
- Junzaburô Ban, com a Yukichi Shima
- Kiyoko Tange com a senyora Shima
- Michio Hino com a Ikawa
- Keiji Furuyama com a Matsui
- Tappie Shimokawaas Nomoto
- Kunie Tanaka, com a Hatsutaro Kawaguchi
- Jitsuko Yoshimura, com a Yoshie Kawaguchi
- Hisashi Igawa, com a Masuo Masuda
- Hideko Okiyama, com a Tatsu Masuda
- Hiroshi Akutagawa, com a Hei
- Kamatari Fujiwara, com a home vell suïcida

## Producció
Després de l'èxit de Barba-Roja, Kurosawa va necessitar cinc anys abans de rodar Dodes'ka-den. La pel·lícula només es va fer amb la cooperació i coproducció d'altres tres directors japonesos,, Keisuke Kinoshita, Masaki Kobayashi, i Kon Ichikawa. Dodes'ka-den marca un gran contrast estilístic en Kurosawa amb relació a obres anteriors. Fou la seva primera pel·lícula en color, i apareixien molt pocs dels actors habituals de Kurosawa. La majoria d'actors i actrius eren relativament desconeguts.

## Valoració
Dodes'ka-den Era Kurosawa' primera pel·lícula dins color. A nivell nacional, el seu llançament inicial va ser un fracàs tant comercial com per part de la crític A l'estranger, tanmateix, la pel·lícula va obtenir un nomenament de Premi de l'Acadèmia per Pel·lícula Estrangera Millor en els 44ns Premis d'Acadèmia. La mala acollida al Japó, entre altres coses, va causar a Kurosawa una depressió profunda, i el 1971 va intentar el suïcidi.
Tot i que continua rebent valoracions mixtes (bones i dolentes), Dodes'ka-den va rebre el vot de dos artistes – Sion Sono i els Germans Dardenne – en l'enquesta de 2012 de Sight & Sound del British Film Institute sobre les millors pel·lícules de la història.
Un documental curt de 36 minuts va ser realitzat per Toho Masterworks on es fa referència a aquesta pel·lícula de Kurosawa: Akira Kurosawa: It Is Wonderful to Create (Toho Masterworks, 2002)